# Steve Cavanagh
Steve Cavanagh (* 1976 in Belfast) ist ein irischer Rechtsanwalt und Autor, der durch seine Krimireihe über den Anwalt Eddie Flynn bekannt geworden ist. Er studierte Jura in Dublin und Cardiff, bevor er an die Queen’s University in Nordirland zurückkehrte, wo er als Anwalt qualifiziert wurde. Er praktizierte Strafrecht und Prozessführung, konzentrierte sich jedoch hauptsächlich auf das Zivilrecht.
Sein erster Roman "The Defence" erschien 2015. Seine Romane wurden mit zahlreichen Preisen ausgezeichnet.

## Werke
- The Defence (dt. Zu wenig Zeit zum Sterben), 2015
- The Plea (dt. Gegen alle Regeln), 2016
- The Liar (dt. Liar), 2017
- Thirteen (dt. Th1rt3en), 2018
- Fifty-Fifty (dt. Fifty-Fifty), 2020
- The Devil’s Advocate (dt. Seven Days), 2021
- The Accomplice (dt. Die Komplizin), 2022
- Kill For Me, Kill For You, (2023)
- Witness 8, (2024)[1]